# Bartoszówka (województwo dolnośląskie)
Bartoszówka – wieś w Polsce położona w województwie dolnośląskim, w powiecie lubańskim, w gminie Leśna.

## Położenie
Bartoszówka to niewielka wieś o rozproszonej zabudowie o długości około 0,8 km, leżąca na północno-wschodnim krańcu Przedgórza Izerskiego, na wysokości około 360–370 m n.p.m.

## Podział administracyjny
W latach 1975–1998 miejscowość administracyjnie należała do województwa jeleniogórskiego.

## Historia
Bartoszówka powstała około 1660 roku jako kolonia Zacisza. W 1825 roku wieś liczyła 45 budynków, a w 1870 ich liczba spadła do 42. W następnych latach liczba budynków zmniejszyła się, spadła też liczba mieszkańców chociaż w pobliżu rozwijał się przemysł włókienniczy i sporo okolicznych chłopów pracowało w tkalniach. Po 1945 roku Bartoszówka pozostała małą wsią rolniczą, cześć jej mieszkańców znalazła zatrudnienie w okolicznych zakładach przemysłowych. W 1978 roku było tu 13 gospodarstw rolnych, w 1988 roku ich liczba wzrosła do 15.

## Demografia
Według Narodowego Spisu Powszechnego (III 2011 r.) liczyła 63 mieszkańców. Jest najmniejszą miejscowością gminy Leśna.

## Zabytki
W Bartoszowce zachowało się kilka starych domów pochodzących z XIX wieku, między innymi dawna świetlica.